# Radikal 184
Radikal 184 mit der Bedeutung „Nahrung“ ist eines von elf  der 214 traditionellen Radikale der chinesischen Schrift, die mit neun Strichen geschrieben werden.
Mit 89 Zeichenverbindungen in Mathews’ Chinese-English Dictionary gibt es viele Schriftzeichen, die unter diesem Radikal im Lexikon zu finden sind.
Radikal Nahrung nimmt nur in der Langzeichen-Liste traditioneller Radikale, die aus 214 Radikalen besteht, die 184. Position ein. In modernen Kurzzeichen-Wörterbüchern kann es sich an ganz anderer Stelle finden. Im Neuen chinesisch-deutschen Wörterbuch aus der Volksrepublik China steht es zum Beispiel an 68. Stelle.
Die Ur-Form 食 ist erhalten geblieben und führt heute Zeichen wie zum Beispiel 飨 (= bewirten) und 餐 (= speisen). Der Radikal ist in der Regel Sinnträger, der die Bedeutung Speise, essen vermittelt.
In der Variante 飠 (Kurzzeichen 饣) tritt der Radikal 食 nur auf der linken Seite des zusammengesetzten Zeichens auf.
Das Bedeutungsfeld des Radikals ist Essen und Trinken bzw. Nahrung allgemein. Es regiert daher Zeichen wie 饭 (= gekochter Reis), 饱 (= satt), 饼 (= runder Kuchen), 饪 (= Essen zubereiten) und 馆 (= Gasthaus).
Abgeleitet von 食 kann 飠 (饣) auch als Lautträger auftreten wie in 饰 (shi = Schmuck). 
Schreibvarianten des Radikals: 飠 und Kurzzeichen (VR China) 饣. Mit 飠 werden Zeichenverbindungen von U+98E0 bis 饢 U+9962 codiert, anschließend daran mit 饣 von U+9963 bis 馕 U+9995.

## Schriftzeichenverbindungen, die vom Radikal 184 regiert werden
| Striche | Zeichen                                                              |                         |
| ------- | -------------------------------------------------------------------- | ----------------------- |
| +0      | 食 飠                                                                | 饣                      |
| +02     | 䬢 飡 飢 飣 飤                                                       | 饤 饥                   |
| +03     | 䬣 䬤 䬥 飥 飦 飧 飨                                                 | 饦 饧                   |
| +04     | 䬦 䬧 䬨 䬩 䬪 飩 飪 飫 飬 飭 飮 飯 飰 飱 飲                         | 饨 饩 饪 饫 饬 饭 饮 飯 |
| +05     | 䬫 䬬 䬭 䬮 䬯 䬰 䬱 䬲 䬳 䬴 飳 飴 飵 飶 飷 飸 飹 飻 飼 飽 飾 飿    | 饯 饰 饱 饲 饳 饴 飼    |
| +06     | 䬵 䬶 䬷 䬸 䬹 䬺 䬻 飺 餀 餁 餂 餃 餄 餆 餇 餈 餉 養 餋 餌 餍 餎 餏 | 饵 饶 饷 饸 饹 饺 饻 饼 |
| +07     | 䬼 䬽 䬾 䬿 䭀 䭁 䭂 餐 餑 餒 餓 餔 餕 餖 餗 餘 餙 餝                | 饽 饾 饿 馀 馁 馂       |
| +08     | 䭃 䭄 䭅 䭆 䭇 餅 餚 餛 餜 餞 餟 餠 餡 餢 餣 餤 餥 餦 餧 館 餩 館    | 馃 馄 馅 馆             |
| +09     | 䭈 䭉 䭊 䭋 䭌 䭍 䭎 䭏 餪 餫 餬 餭 餮 餯 餰 餱 餲 餳 餴 餵 餷       | 馇 馈 馊 馋             |
| +10     | 䭐 䭑 䭒 䭓 䭔 餶 餸 餹 餺 餻 餼 餽 餾 餿 饀 饁 饂 饃                | 馉 馌 馍 馎 馏 馐       |
| +11     | 䭕 䭖 䭗 饄 饅 饆 饇 饈 饉                                           | 馑 馒                   |
| +12     | 䭘 䭙 䭚 䭛 䭜 䭪 饊 饋 饌 饍 饎 饏 饐 饑 饒 饓                      | 馓 馔                   |
| +13     | 䭝 䭞 䭟 䭠 饔 饕 饖 饗 饘 饙                                        |                         |
| +14     | 䉵 䭡 䭢 䭣 䭤 饚 饛 饜                                              |                         |
| +15     | 䭥                                                                   |                         |
| +16     | 饝                                                                   |                         |
| +17     | 䭦 䭧 饞 饟                                                          |                         |
| +18     | 䭨                                                                   |                         |
| +19     | 䭩 饠 饡                                                             |                         |
| +22     | 饢                                                                   | 馕                      |

 Im Unicodeblock Kangxi-Radikale ist das Radikal 184 unter der Codepointnummer 12.215 (U+2FB7) codiert.